# 2012년 하계 패럴림픽 대한민국 선수단
대한민국은 2012년 8월 29일부터 9월 9일까지 영국 런던에서 열린 제15회 하계 패럴림픽 13개 종목에 총 88명의 선수가 참가했다.

## 메달 집계

### 종목별 메달 집계
| 종목       | 1 | 2 | 3 | 메달 합계 |
| 사격       | 3 | 0 | 1 | 4         |
| 수영       | 2 | 0 | 1 | 3         |
| 탁구       | 1 | 4 | 4 | 9         |
| 양궁       | 1 | 2 | 1 | 4         |
| 보치아     | 1 | 1 | 1 | 3         |
| 육상       | 0 | 2 | 1 | 3         |
| 파워리프팅 | 0 | 0 | 1 | 1         |

### 메달리스트
| 메달 | 이름                           | 종목       | 세부 종목                  | 날짜     |
| ---- | ------------------------------ | ---------- | -------------------------- | -------- |
|      | 김란숙, 고희숙, 이화숙         | 양궁       | 여자 단체                  | 9월 5일  |
|      | 최예진                         | 보치아     | 개별 BC3                   | 9월 8일  |
|      | 최광근                         | 유도       | 남자 100kg급               | 9월 1일  |
|      | 박세균                         | 사격       | 남자 10m 공기권총 SH1      | 8월 30일 |
|      | 박세균                         | 사격       | 혼합 50m 공기권총 SH1      | 9월 6일  |
|      | 강주영                         | 사격       | 혼합 10m 공기총 스탠딩 SH2 | 9월 2일  |
|      | 민병언                         | 수영       | 남자 50m 배영 S3           | 9월 8일  |
|      | 임우근                         | 수영       | 남자 100m 평영 SB5         | 9월 5일  |
|      | 김영건                         | 탁구       | 남자 개인 - 클래스 4       | 9월 3일  |
|      | 정영주, 김석호, 이명구         | 양궁       | 남자 단체                  | 9월 5일  |
|      | 이화숙                         | 양궁       | 여자 개인                  | 9월 4일  |
|      | 전민재                         | 육상       | 여자 100m T36              | 9월 8일  |
|      | 전민재                         | 육상       | 여자 200m T36              | 9월 1일  |
|      | 정호웅                         | 보치아     | 개별 BC3                   | 9월 8일  |
|      | 김경묵                         | 탁구       | 남자 개인 - 클래스 2       | 9월 3일  |
|      | 송병준                         | 탁구       | 남자 개인 - 클래스 11      | 9월 3일  |
|      | 최일상, 정은창, 김정길, 김영건 | 탁구       | 남자 단체 - 클래스 4,5     | 9월 8일  |
|      | 조경희, 최현자, 정상숙         | 탁구       | 여자 단체 - 클래스 1,3     | 9월 7일  |
|      | 김규대                         | 육상       | 남자 1500m T54             | 9월 4일  |
|      | 정소영                         | 보치아     | 개별 BC2                   | 9월 8일  |
|      | 정근배                         | 파워리프팅 | 남자 +100kg                | 9월 5일  |
|      | 이주희                         | 사격       | 남자 10m 공기권총 SH1      | 8월 30일 |
|      | 조원상                         | 수영       | 남자 200m 자유형 S14       | 9월 2일  |
|      | 정은창                         | 탁구       | 남자 개인 - 클래스 5       | 9월 2일  |
|      | 김공용, 김경목, 김민규, 이창호 | 탁구       | 남자 단체 - 클래스 1,2     | 9월 7일  |
|      | 문성혜                         | 탁구       | 여자 개인 - 클래스 4       | 9월 2일  |
|      | 정지남, 정영아, 문성혜         | 탁구       | 여자 단체 - 클래스 4,5     | 9월 8일  |

## 같이 보기
- 2012년 하계 올림픽 대한민국 선수단